# Alfons Jeżewski
Alfons Jeżewski (ur. 26 lutego 1914 w Poznaniu, zm. 10 kwietnia 1983 tamże) – kajakarz, olimpijczyk z Londynu 1948.
Jeden z pierwszych powojennych kajakarzy. Był wielokrotnym mistrzem Polski w:
- K-2 na dystansie 10 000 m (1948,1949,1951)
- K-1 na dystansie 1000 m (1950,1951)
- K-2 na dystansie 1000 m (1949,1950,1951,1952)
- K-2 na dystansie 500 m (1952,1953)

Na igrzyskach olimpijskich w 1948 r. na dystansie 1000 m w dwójkach (K-2) odpadł w eliminacjach, a w na dystansie 10 000 m zajął 10. miejsce. Jego partnerem był Marian Matłoka.